# 우치하 오비토

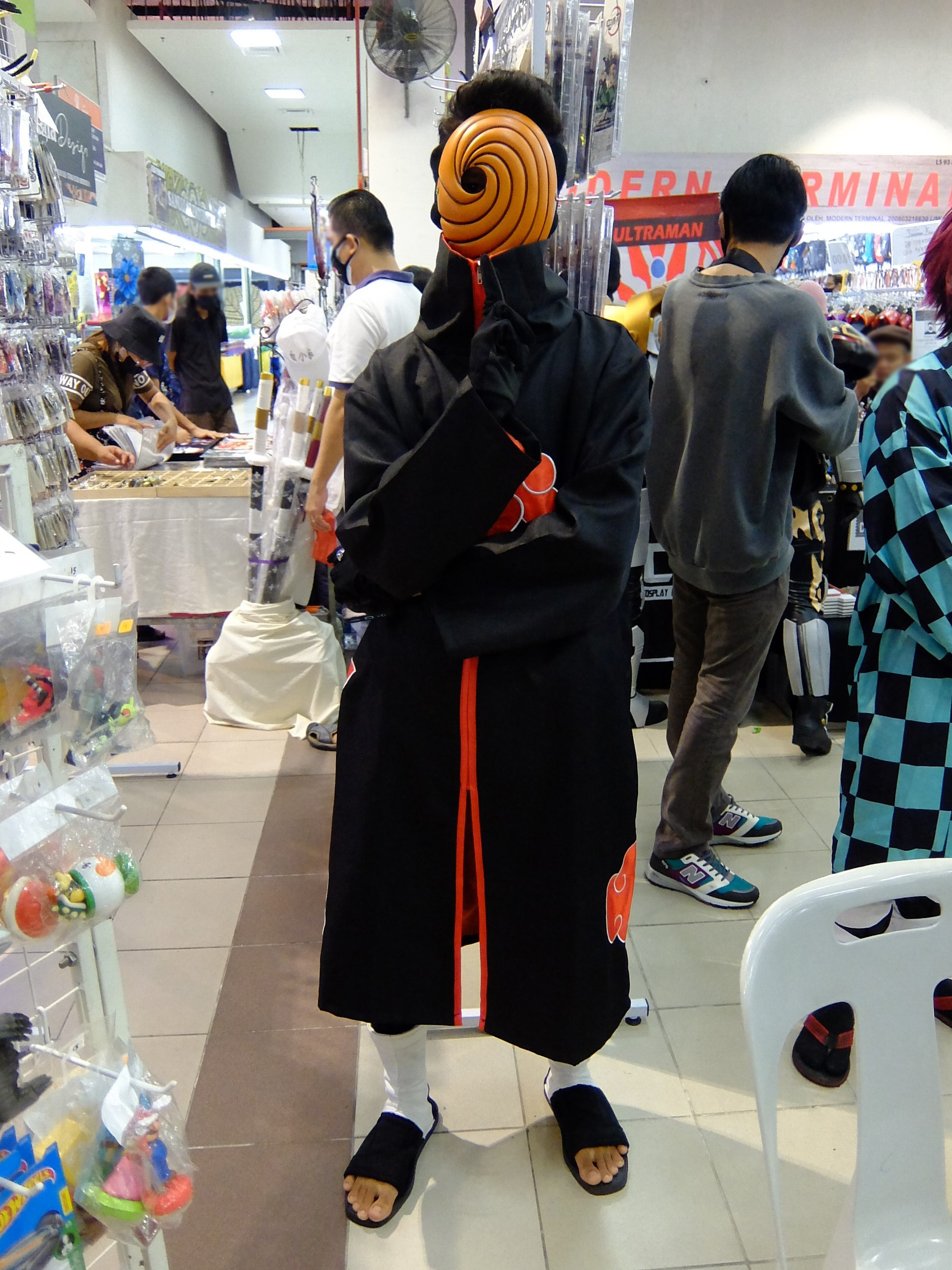
우치하 오비토

우치하 오비토, 다른 이명 토비는 만화 《나루토》의 등장인물이다.
성우: 코모리 소스케 → 한 메구미
하타케 카카시, 노하라 린과 함께 나미카제 미나토반이었으나 임무 중 돌에 깔려 자신의 왼쪽 눈을 자신이 좋아하던 린을 지켜달라며 카카시에게 주게 된다. 바위에 깔린 오비토를 우치하 마다라가 살려내 센쥬의 세포를 이식 받는다. 카카시가 린을 죽이는 모습을 보고 분노와 증오심으로 인해 우치하 마다라의 사상을 따르게 되었다.
검은색 짧은 잔디머리에 오랜지색 소용돌이 가면을 쓴 의문의 남자. 하타케 카카시와는 예전에 동료였다. 상당히 경박하고 수다스러우며 촐랑대는 성격으로 묘사된다. 나루토 2부에서 치요와 사쿠라의 협공으로 죽음을 맞이한 사소리의 공백을 메꿀 새로운 멤버로 들어왔다. 그러나 그의 진짜 정체는 아카츠키의 숨은 리더이자 흑막으로, 우즈마키 나가토에게 표면적인 수장의 자리를 내어주었던 것뿐이다.
토비는 사소리의 후임으로 들어온 이후 데이다라와 콤비를 이루어 우치하 사스케와 대결했으며, 나뭇잎 마을에 침입한 페인이 우즈마키 나루토에게 당하여 패배하자 본격적으로 활동하기 시작한다. 먼저 우치하 이타치를 이긴 사스케를 치료해주면서 자신의 정체가 우치하 일족의 선조인 우치하 마다라라고 말함과 동시에 우치하 이타치에 대한 진실을 이야기해줘서 사스케가 나뭇잎 마을에 대한 복수심을 갖도록 유도한다. 이후 아카츠키의 위험성을 우려한 5대 닌자국 수뇌부의 회의인 다섯 카게 회담에 홀연히 나타나 아카츠키가 미수를 모으는 진짜 목적과 그의 계획을 밝힌다. 그러나 다섯 카게 회담의 사람들이 그에게 팔미와 구미를 순순히 내어주길 거부하자, 제4차 닌자 대전을 선포하였다. 이윽고 우치하 사스케의 원수인 시무라 단조와의 대결을 나홀로 지켜보며 단조와의 대결에서 사륜안에 심각한 타격을 입은 사스케를 치료해주며 그가 원하는대로 이타치의 사륜안을 이식해주어 영원한 만화경 사륜안을 개안하게 만들어 준다. 이후 나가토의 시체를 가지고 자취를 감춘 코난의 앞에 나타나 코난을 해치우고 나가토의 윤회안을 강탈하여 자신의 왼쪽 눈에 이식한다.
제4차 닌자 대전에선 오로치마루의 세포를 이식한 야쿠시 카부토와 동맹을 맺은 상태이가. 전쟁의 후반부에 야쿠시 카부토의 예토전생에 의하여 진짜 우치하 마다라가 부활함으로 인하여 여태까지 자신을 마다라로 칭하던 토비의 행동에 큰 의문점이 생기게 되었다. 결국 토비의 진짜 정체가 드러나는데 바로 오래전 제3차 닌자 대전 당시 칸나비 다리의 전투 중 전사했다고 알려진 하타케 카카시의 옛 친구 '우치하 오비토'였다. 게다가 16년 전 4대 호카게가 자리하던 나뭇잎 마을의 '구미 습격 사건'의 배후가 되기도 했다. 카구야와의 전투를 통해 진정한 자신을 되찾고 나루토와 사스케, 카카시를 지켜내고는 공살의 회골에 맞아 육신이 붕괴되버려 죽었다. 마지막으로 카카시에게 일시적인 자신의 동력을 나누어주며 카카시와는 화해를 하고 그대로 린과 함께 갔다.